# Angelspit
Angelspit è un gruppo industrial rock australiano.

## Storia del gruppo
Si formano nel 2004 a Sydney dall'incontro di zoog e destroyx, la loro musica è una combinazione di sonorità elettroniche ed industrial con forti richiami al goth, i testi fanno riferimento all'ossessione per la bellezza e al lato grottesco delle società contemporanee (in particolare sono presenti numerosi riferimenti alla chirurgia estetica sia nei testi che nel look della band), il loro primo album nurse grenade (EP) era inizialmente distribuito gratuitamente dal loro sito ufficiale, in seguito è uscito il primo album Krankhaus autoprodotto, hanno fatto da supporto a band come KMFDM, tankt, ikon e angel theory.
Hanno fatto remix per KMFDM, Emilie Autumn, la loro canzone 100% è stata remixata da Combichrist attualmente la band risiede in Germania.

## Componenti
- Destroyx (amelia) voce
- Zoog (karl) seconda voce, tastiera, vocoder

## Discografia

### EP
- 2004 Nurse grenade

### Cd
- 2006 Krankhaus
- 2007 Surgically Atoned Limited Edition Remix Disc
- 2008 Blood Death Ivory
- 2009 Hideous and Perfect